# Martin Manley
Pour les articles homonymes, voir Manley.
Martin Manley (né le 10 mars 1997) est un athlète jamaïcain, spécialiste du sprint et notamment du 400 m.

## Carrière sportive
Il remporte le titre mondial cadets à Donetsk sur 400 m avec la meilleure performance mondiale de l'année[réf. nécessaire].
Il remporte la médaille de bronze du relais 4 x 400 m lors des Championnats du monde juniors d'athlétisme 2014, ainsi que le titre du 400 m lors des Jeux olympiques de la jeunesse de 2014.